# Police auxiliaire lettone
La police auxiliaire lettone était une unité de police paramilitaire collaborationniste mise en place par l’Allemagne nazie en juillet 1941, pendant l’occupation de la Lettonie lors de la Seconde Guerre mondiale.
Composée de fonctionnaires lettons, il s'agissait ni plus ni moins de l'Ordnungspolizei allemande mise en place dans les territoires occupés, chargés du maintien de l'ordre public. Certaines unités de la police auxiliaire lettone ont été impliquées dans la Shoah ; l'une d'elles, le Sonderkommando Arājs, s'est tristement distingué par le massacre d'environ 50 000 à 100 000 personnes (principalement des Juifs, mais aussi communistes ou roms).
Suppléant la police stationnaire régulière (agents de la police municipale), 30 bataillons ont été formés : ces groupes mobiles assuraient la garde de points stratégiques ou de fortifications, participaient à des opérations anti-partisans et se battaient sur le Front de l'Est.

## Formation d'unités
Les forces de police auxiliaires étaient principalement composées de membres de la police, de l'armée et de la milice lettone (en) dissoute lors de l'occupation soviétique en 1940. Au cours de la première semaine de l'occupation allemande, Franz Walter Stahlecker, dirigeant de l'Einsatzgruppe A, chargea le lieutenant-colonel Voldemārs Veiss d'organiser une force de police sous le commandement de la SS. L'une des premières unités établit sa garnison à Daugavpils, prise par les forces allemandes le 28 juin 1941, six jours après le lancement de l'opération Barbarossa. Roberts Blūzmanis est alors nommé chef de la police auxiliaire lettone à Daugavpils. Une force de police auxiliaire est créée à Riga le 3 juillet 1941 sous les auspices des nazis, sous la direction du capitaine letton Pētersons. Selon un rapport allemand daté du 16 juillet 1941, les forces de police auxiliaires étaient composées de 240 hommes répartis dans six districts de police, certains membres étant affectés aux travaux de la Kriminalpolizei (KriPo) et de la Sicherheitspolizei (SiPo).
La police auxiliaire lettone était généralement chargée de la traque et de l'arrestation les Juifs locaux, effectuant quelquefois le creusement de fosses communes en vue de leurs exécutions. Les massacres de Liepāja de décembre 1941 sont les crimes de masse les plus notables auquel la police auxiliaire a participé.
Le premier bataillon de police (1er bataillon Schutzmannschaft de Riga, plus tard renommé 16e bataillon de police de Zemgale) est formé en septembre 1941 et envoyé sur le front de l'Est le 21 octobre. Le deuxième bataillon de la police lettone quitte la Lettonie pour la Biélorussie qu'il atteint le 28 décembre 1941. Le troisième suit une formation et rejoint le front à Leningrad le 30 mars 1942, afin d'y construire des fortifications pour se battre en première ligne à compter du mois de juillet.
Peu de temps après, le 2e bataillon est rejoint par un second bataillon letton dont le commandant, le capitaine Praudiņš, est rapidement arrêté pour des propos anti-allemands, condamné à mort par un tribunal militaire puis gracié après de vigoureuses protestations de la Lettonie. Praudiņš est déchu de son rang et envoyé au front en tant que soldat. Il parvient cependant à redevenir commandant avec à sa tête un régiment letton à Courlande en 1945, au cours duquel il reçut plusieurs hautes décorations allemandes.
D'après The Guardian, il existait en 1943 deux divisions SS lettones et environ 100 000 Lettons portaient l'uniforme allemand, soit dans des unités de police auxiliaires, soit dans la légion SS. Fait inhabituel, les nazis envoyèrent leurs collaborateurs lettons bien au-delà de leur territoire d'origine en Biélorussie, en Ukraine ou à Varsovie.

## Bataillons de police

### Activités

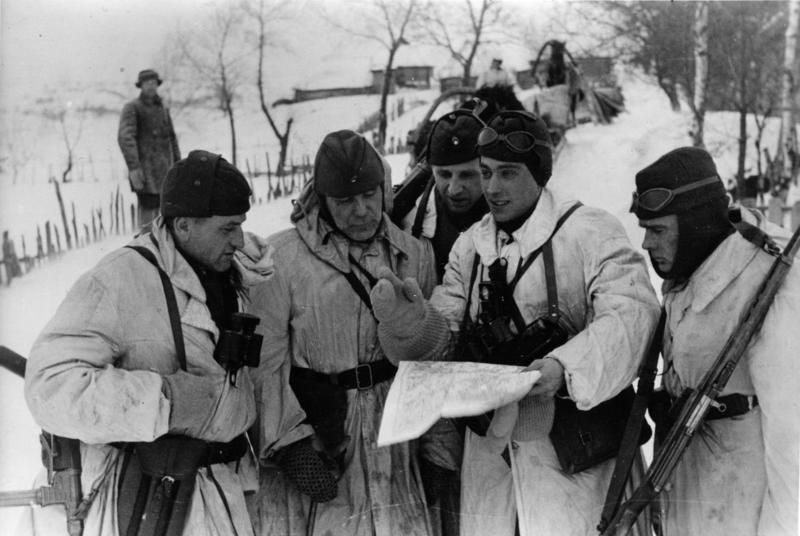
Opérations anti-partisans en mars 1943.

En juillet 1942, les 22e bataillon Daugava et 272e bataillon Daugavgrīva rejoignent Varsovie pour des fonctions de garde sur le périmètre extérieur du ghetto de Varsovie. Lors de la liquidation du ghetto, le 22e bataillon participe à la mise en place de convois de déportés vers le camp d'extermination de Treblinka. En février-mars 1943, huit bataillons lettons prennent part à l'opération répressive anti-partisane Winterzauber près de la frontière entre la Biélorussie et la Lettonie, qui entraîne la destruction de 439 villages, 10 000 à 12 000 morts, et plus de 7 000 autres sont condamnés aux travaux forcés ou emprisonnés au camp de Salaspils.
En 1943, de Léningrad à la Crimée, 29 bataillons de la police lettone sont dispersés dans l’Union soviétique sous occupation allemande, notamment le 17e bataillon qui combat dans la région de Kharkov, ou le 23e opérant en Crimée. En 1944, au plus fort de l'occupation, en collaboration de l'administration autonome de la Lettonie, celle-ci forme un total de 33 bataillons de police auxiliaires.

### Relations avec les Allemands
Les bataillons de police étaient mal armés. Par conséquent, ceux-ci doivent parfois voler des armes automatiques dans les dépôts de ravitaillement allemands. Le caporal Žanis Butkus, commandant du 26e bataillon, capture des armes d'un groupe de partisans nationaux en juin et juillet 1941 et les dissimules aux Allemands par craintes de réquisition.
Certains bataillions ne combattaient pas les soviétiques et opéraient à l'arrière des lignes de front, provoquant plusieurs conflits entre Lettons et Allemands. Les Lettons ne souhaitaient pas se battre contre des partisans nationaux (Polonais, Ukrainiens, etc.) qui étaient à la fois allemands et soviétiques. Par conséquent, des bataillons lettons stationnés quelque temps près de Vilnius établirent des communications secrètes avec les partisans polonais en concluant un pacte de non-agression. Un bataillon de l'autre côté de l'ancienne frontière entre la Lettonie et la Pologne empêcha le SD allemand de recueillir et d'envoyer des femmes polonaises en Allemagne en septembre 1943.

### Restructuration
En 1942, les 19e et 21e bataillons de la police lettone sont rattachés à la 2e brigade d'infanterie SS (en). La brigade était une formation internationale comprenant des légions volontaires néerlandaises, flamandes et norvégiennes. Impressionné par la conduite des bataillons lettons, Heinrich Himmler transforma la 2e brigade d'infanterie SS en une brigade lettone.
Les 18e, 24e et 26e bataillons de la police lettone en service sur le front de Léningrad ont été utilisés pour former le 2e régiment de volontaires SS de la brigade. Ils ont ensuite été envoyés en formation à Krasnoye Selo, où le 16e bataillon de police letton rejoint la brigade en février à la demande de Himmler. Le 18 mai 1943, ces bataillons lettons ainsi que les trois autres bataillons de légions lettones sont incorporés à la 2e brigade d'infanterie SS et renommés 2e brigade lettone SS (qui deviendra plus tard la 19e division SS de grenadiers).
Le 1er août 1943, quatre bataillons (278e Sigulda, 278e Dobele, 276e Kuldīga et 312e) sont incorporés dans le 1er Régiment de police de Riga (Lettisches Freiwilligen Polizei Regiment 1 Riga). En février 1944, deux autres régiments sont formés: le 2e Liepāja (du 22e Daugava, 25e Abava, 313e et 316e bataillons) et le 3e Cēsis (du 317e, 318e et 321e bataillons). À partir de juillet 1944, les trois régiments sont impliqués dans des combats près de Daugavpils, où ils subissent de lourdes pertes.
Six bataillons (20e, 23e, 267e, 269e, 322eet 271e) ont poursuivi leur combat dans la poche de Courlande jusqu'à la capitulation.

### Liste des bataillons et régiments
- Polizei zb V. Bataillon 1 Meiers, octobre 1944
- Polizei zb V. Bataillon 2, octobre 1944
- Schutzmannschaft Front Bataillon 16 Zemgale, 22 octobre 1941 - 8 février 1943
- Schutzmannschaft / Lettische Polizei Ost Bataillon 16, 21 mars 1942 - 18 mai 1942
- Schutzmannschaft Front Bataillon 17 Vidzeme, 21 décembre 1941 - mai 1943
- Schutzmannschaft / Lettische Polizei Ost Bataillon 17 Rzekne, 18 mars 1942 - 18 mai 1942
- Schutzmannschaft Front Bataillon 18 Kurzeme, 13 janvier 1942 - mai 1943
- Schutzmannschaft / Lettische Polizei Ost Bataillon, 18 mars 1942 au 18 mars 1942
- Schutzmannschaft Front Bataillon 19 Latgale, 16 décembre 1941 - 30 janvier 1943
- Schutzmannschaft / Lettische Polizei Ost Bataillon 19, 18 mars 1942 - 18 mai 1942
- Schutzmannschaft / Lettische Polizei Wacht Bataillon 20 Riga, avril 1942 - janvier 1944
- Schutzmannschaft / Lettische Polizei Ost Bataillon 20 Abrene, 9 mai 1942 - 18 mai 1942
- Schutzmannschaft / Lettische Polizei Front Bataillon 21 Liepāja, 25 février 1942 - 30 janvier 1943
- Schutzmannschaft / Lettische Polizei Front Bataillon 22 Daugava, 25 février 1942 - 7 février 1944
- Schutzmannschaft / Lettische Polizei Front Bataillon 23 Gauja, 25 février 1942 - 8 mai 1945
- Schutzmannschaft / Lettische Polizei Front Bataillon 24 Talsi, 1er mars 1942 - 18 avril 1943
- Schutzmannschaft / Lettische Polizei Ost Bataillon 24 Venta, juin 1942 - 1942
- Schutzmannschaft / Lettische Polizei Front Bataillon 25 Abava, 6 mars 1942 - 7 février 1944
- Schutzmannschaft / Lettische Polizei Ost Bataillon 25, juin 1942 - juillet 1942
- Schutzmannschaft / Lettische Polizei Front Bataillon 26 Tukums, 6 mars 1942 - 23 avril 1943
- Schutzmannschaft / Lettische Polizei Front Bataillon 27 Burtnieki, 14 mars 1942 - avril 1943
- Schutzmannschaft / Lettische Polizei Front Bataillon 28 Bārta, 9 mars 1942 - 13 juillet 1943
- Schutzmannschaft / Lettische Polizei Ost Bataillon 266, 18 mai 1942 - novembre 1944
- Schutzmannschaft / Lettische Polizei Front Bataillon 267 Rēzekne, 18 mai 1942 - 1er juin 1943
- Schutzmannschaft / Lettische Polizei Ost Bataillon 268 Ērgļi, 18 mai 1942 - 3 février 1944
- Schutzmannschaft / Lettische Polizei Wacht Bataillon 269, 18 mai 1942 - juin 1943
- Schutzmannschaft / Lettische Polizei Front Bataillon 270, 18 mai 1942 - 18 février 1943
- Schutzmannschaft / Lettische Polizei Front Bataillon 271 Valmiera, 15 janvier 1943 - octobre 1944, prend part à l'opération Winterzauber
- Schutzmannschaft / Lettische Polizei Bataillon 272 Daugavgrīva, 1er juillet 1942 - avril 1943
- Schutzmannschaft / Lettische Polizei Front Bataillon 273 Ludza, 1er juillet 1942 - 15 juillet 1943, prend part à l'opération Winterzauber
- Schutzmannschaft / Lettische Polizei Front Bataillon 274, 1er octobre 1942 - 30 septembre 1944
- Schutzmannschaft / Lettische Polizei Front Bataillon 275, 16 octobre 1942 - juin 1943
- Schutzmannschaft / Lettische Polizei Front Bataillon 276 Kuldīga, 17 décembre 1942 - 11 août 1943, prend part à l'opération Winterzauber
- Schutzmannschaft / Lettische Polizei Front Bataillon 277 Sigulda, 17 décembre 1942 - 11 août 1943, prend part à l'opération Winterzauber
- Schutzmannschaft / Lettische Polizei Front Bataillon 278, Dobele, 17 décembre 1942 - 11 août 1943, prend part à l'opération Winterzauber
- Schutzmannschaft / Lettische Polizei Front Bataillon 279 Cēsis, 4 janvier 1943 - 15 juillet 1943
- Schutzmannschaft / Lettische Polizei Front Bataillon 280 Bolderāja, 23 janvier 1943 - 9 avril 1943, prend part à l'opération Winterzauber
- Schutzmannschaft / Lettische Polizei Front Bataillon 281 Abrene, 23 janvier 1943 - 9 avril 1943, prend part à l'opération Winterzauber
- Schutzmannschaft / Lettische Polizei Front Bataillon 282 Venta, 1942 - 15 juillet 1943, prend part à l'opération Winterzauber
- Schutzmannschaft / Lettische Polizei Front Bataillon 283, juillet 1942 - mai 1944
- Lettische Polizei Bataillon 283 (Russe), mai 1944 - décembre 1944
- Lettonie Polizei Bataillon 311 Valmiera, 12 mai 1943 - 2 juillet 1943
- Lettische Polizei Front Bataillon 312, 15 mai 1943 - 11 août 1943
- Lettische Polizei Front Bataillon 313, 2 août 1943 - 7 février 1944
- Lettische Polizei Bataillon 314 (Russe), mai 1944 - juillet 1944
- Lettische Polizei Bataillon 315 (Russe), janvier 1944 - avril 1945
- Lettische Polizei Front Bataillon 316, 2 août 1943 - 7 février 1944
- Lettische Polizei Front Bataillon 317, 18 octobre 1943 - 14 février 1944
- Lettische Polizei Front Bataillon 318, 25 octobre 1943 - 14 février 1944
- Lettische Polizei Front Bataillon 319, 25 octobre 1943 - 8 mai 1945
- Lettische Polizei Wacht Bataillon 320, 21 décembre 1943 - 20 septembre 1944
- Lettische Polizei Front Bataillon 321, 22 décembre 1943 - 14 février 1944
- Lettische Polizei Front Bataillon 322, 23 juillet 1944 - 8 mai 1945
- Lettische Polizei Front Bataillon 325 (Russe), mars 1944 - décembre 1944
- Lettische Polizei Front Bataillon 326 (Russe), mars 1944 - mai 1944
- Lettische Polizei Bataillon 327 (Russe), mars 1944 - avril 1944
- Lettische Polizei Bataillon 328 (Russe), mars 1944 - juillet 1944
- Lettisches Freiwilligen Polizei Regiment 1 Riga, 1er août 1943 - 19 novembre 1944
- Lettisches Freiwilligen Polizei Regiment 2 Liepāja, février 1944 - 26 octobre 1944
- Lettisches Freiwilligen Polizei Regiment 3 Cēsis, février 1944 - août 1944

## Après-guerre
Aux États-Unis, d'anciens membres de la police auxiliaire lettone auraient échappé à des poursuites pour crimes de guerre. Parmi eux, Edgars Inde, qui aurait caché sa participation à des crimes de guerre lors de son arrivée aux États-Unis en 1949, et aurait demandé la naturalisation. Devenu citoyen en 1955, il nia formellement tout accusation.